# Мостовивщина
Мостовивщина (укр. Мостовівщина) — село, Корниенковский сельский совет, Великобагачанский район, Полтавская область, Украина.
Население по переписи 2001 года составляло 367 человек.

## Географическое положение
Село Мостовивщина находится на расстоянии в 1 км от села Вышари. По селу протекает пересыхающий ручей с запрудами. Рядом проходят автомобильные дороги Т-1717 и М-03.

## Экономика
- Агрофирма «Агроинвест»[источник не указан 1525 дней]

## Объекты социальной сферы
- Школа I—II ст.[источник не указан 1525 дней]
- Детский сад[источник не указан 1525 дней]